# Steve Leisen
Steve Leisen (* 21. Oktober 1976) ist ein luxemburgischer Poolbillardspieler.

## Karriere
1994 gewann Steve Leisen bei der Jugend-Europameisterschaft die Bronzemedaille im 14/1 endlos der Junioren. Bei der EM 1999 wurde er Dritter im 14/1 endlos der Herren. Im März 2000 belegte er bei den Italy Open den 17. Platz.
Bei der EM 2008 erreichte Leisen das Achtelfinale im 8-Ball, unterlag dort jedoch dem Finnen Markus Juva. Nachdem er 2009 und 2010 nicht über den 49. Platz hinaus gekommen war, kam er 2011 im 8-Ball auf den 33. Platz.
Bei der EM 2012 erreichte er im 10-Ball sowie im 8-Ball das Sechzehntelfinale und schied dort gegen Manuel Ederer beziehungsweise Francisco Sánchez aus. Bei der EM 2015 schaffte er es erstmals seit 2012 wieder in die Finalrunde, wobei er im 8-Ball die Runde der letzten 32 erreichte.
Mit dem PBC Trier stieg Leisen in der Saison 2009/10 in die 1. Bundesliga auf. Nach zwei Jahren folgte mit dem achten Platz in der Saison 2011/12 der Abstieg in die 2. Bundesliga. Anschließend spielte er zwei Spielzeiten mit dem PBC Trier in der zweiten Liga, bevor dieser seine Mannschaft vom Spielbetrieb abmeldete.
Seit 2015 spielt er für den saarländischen Verein BV Brotdorf und konnte mit dem Verein nach zwei Meisterschaften in Folge den Durchmarsch von der Oberliga in die 2. Bundesliga feiern.
Mit der luxemburgischen Nationalmannschaft wurde er bei der EM 1997 Dritter.